# Pilecki Erzsébet lengyel királyné
Pilecki Erzsébet (1372 – Krakkó, 1420. május 12. ) lengyel királyné, II. Ulászló lengyel király harmadik felesége.

## Élete
Édesapja Pilecki Ottó szandimiri vajda, édesanyja Jadwiga Melsztyńska. Erzsébet édesanyja a lánya későbbi férjének, II. Ulászló lengyel királynak volt a keresztanyja.
Erzsébet mielőtt feleségül ment volna a királyhoz, már háromszor volt házas. Először Wiseł Czambor majd Jańczyk Jańczykowicz Hińczyński felesége lett. Ezt követően 1397 táján Wincenty Granowski felesége lett. Házasságukból öt gyermek, két fiú és három lány született. Harmadik férje 1410. december 12-én hagyta özvegyen Erzsébetet.
A már 45 éves Erzsébetet 1417. május 2-án Sanok városában feleségül vette a nála húsz évvel idősebb II. Ulászló lengyel király, akinek ő a harmadik felesége lett. Erzsébetet 1417. május 19-én koronázták lengyel királynévá a Waweli székesegyházban. Házasságuk gyermektelen maradt. Erzsébet tuberkulózisban halt meg 1420. május 12-én. Férje a következő évben ismét megnősült.

## Gyermekei
- 1. férjétől, Wiseł Czambor (–1393) úrtól, nem születtek gyermekei
- 2. férjétől, Jan z Jičina (–1395) úrtól, nem születtek gyermekei
- 3. férjétól, Wincenty Granowski (1370 körül–1410) úrtől, 5 gyermek:
  - Hedvig
  - Ottó
  - Erzsébet (–1452)
  - János (1405 körül–1476)
  - Eufémia
- 4. férjétől, II. Ulászló (1351 körül–1434) lengyel királytól, nem születtek gyermekei

## Külső hivatkozások
- Foundation for Medieval Genealogy/Poland Kings Genealogy – 2014. június 5.

| Előző Cillei Anna | Lengyelország királynéja 1417 – 1420 | Következő Holszański Zsófia |